# Miesach
Die Miesach ist ein über 8 km langer, rechter und südöstlicher Zufluss der nordwärts zur Donau laufenden Kanzach im Landkreis Biberach im südöstlichen Baden-Württemberg beim Dorf Burgau der Gemeinde Dürmentingen.

## Geographie

### Verlauf
Die Kanzach entsteht in westlichen Ausläufern des Federsee-Riedes bei Moosburg auf etwa 582 m ü. NHN am Rand des Naturschutzgebietes Westliches Federseeried/Seelenhofer Ried, durch die es dann, am Hof Neuhaus der Gemeinde Betzenweiler vorbei und zwischen dem Seelenwald links und später dem Schäfleshau rechts, nordnordwestwärts auf Betzenweiler selbst zufließt. Dabei wird sie von der L 270 Moosburg–Betzenweiler gequert. Am Ende des Riedes wendet sie sich nach Westen und durchläuft das Dorf Betzenweiler. Nach dem Ortsende fließt sie nordwestlich weiter, überquert die Gemeindegrenze von Dürmentingen und mündet dann auf 545,2 m ü. NHN etwas nördlich von deren Dorf Burgau von rechts in die untere Kanzach.
Die Miesach mündet nach einem 8,4 km langen Lauf mit mittlerem Sohlgefälle von etwa 4,4 ‰ rund 37 Höhenmeter unterhalb ihres Ursprungs am Ried.

### Einzugsgebiet
Das Einzugsgebiet ist 18,7 km² groß und liegt, naturräumlich gesehen, im Unterraum Uttenweiler Platten der Donau-Ablach-Platten. Die größten auftretenden Höhen befinden sich am Nordosteck des Einzugsgebietes auf dem Austock bei Uttenweiler sowie an der östlichen Wasserscheide auf dem Hügel im Gewann Tolles Kreuz bei Alleshausen, beide Erhebungen erreichen etwa 613 m ü. NHN.
Reihum grenzen die Einzugsgebiete der folgenden Nachbargewässer an:
- Im Nordosten fließt der Dentinger Bach als nächster rechter Zufluss zur Kanzach;
- im Nordosten entwässern die Bäche über den Stehenbach zur Donau unterhalb der Kanzach-Mündung;
- im Südosten liegt die Mulde des Federsees, den die Kanzach entwässert;
- im Südwesten fließt der Seelenweihergraben bald nach deren Ausfluss in die Kanzach;
- im Westen ist die Kanzach selbst fast überall der nächste Wasserlauf.

### Zuflüsse
- Wolfskehlegraben, von rechts und Ostnordosten am Ende des Riedes, 1,5 km
- Bischmannshauser Bächle, von rechts und Nordosten kurz vor Betzenweiler, 2,5 km
- Weiherspangraben, von rechts und Norden kurz vor Betzenweiler-Wolfahrtsmühle, 0,8 km

### LUBW
Amtliche Online-Gewässerkarte mit passendem Ausschnitt und den hier benutzten Layern: Lauf und Einzugsgebiet der Miesach

Allgemeiner Einstieg ohne Voreinstellungen und Layer: Daten- und Kartendienst der Landesanstalt für Umwelt Baden-Württemberg (LUBW) (Hinweise)
1. 1 2  Höhe nach dem Höhenlinienbild auf dem Hintergrundlayer Topographische Karte.
2. ↑  Höhe nach grauer Beschriftung auf dem Hintergrundlayer Topographische Karte.
3. ↑  Länge nach dem Layer Gewässernetz (AWGN).
4. ↑  Einzugsgebiet nach dem Layer Basiseinzugsgebiet (AWGN).

### Andere Belege
1. ↑  Hans Graul: Geographische Landesaufnahme: Die naturräumlichen Einheiten auf Blatt 179 Ulm. Bundesanstalt für Landeskunde, Bad Godesberg 1952. → Online-Karte (PDF; 4,8 MB)